# لعنة حام

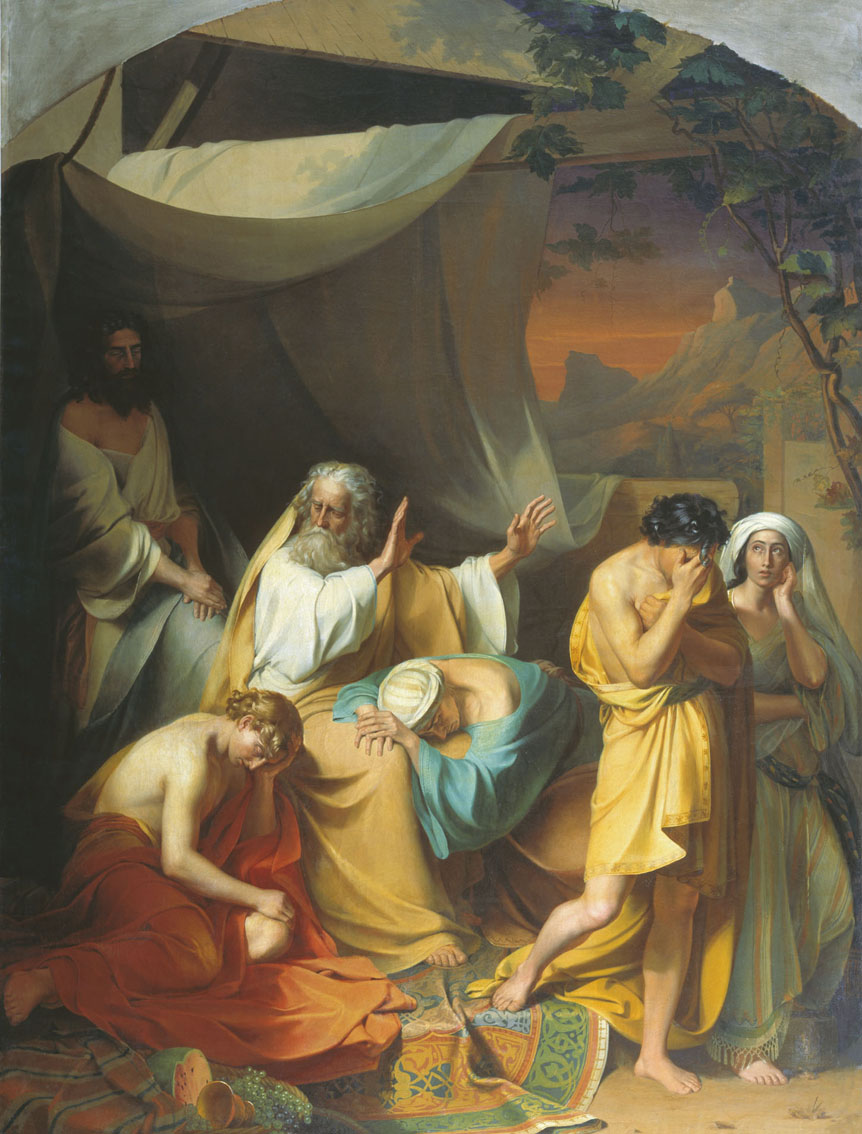
لوحة لإيفان ستيبانوفيتش سينوفونتوف لنوح وهو يؤنب إبنه حام

لعنة حام (التي حلّت فعليًّا على ابنه كنعان) وردت قصتها في سفر التكوين، ولعنه إيّاها أبوه نوح. حدثت اللعنة في سياق سُكر نوح، وسبّبها فعل مخزٍ فعله حام بن نوح، الذي «رأى عورة أبيه». لم تزل الطبيعة الدقيقة لخطيئة حام ولعن أبيه لكنعان عندما فعلها محلّ نقاش منذ أكثر من 2,000 عام.
وربما كان الهدف الأصلي للقصة تسويغ إخضاع الكنعانيين للإسرائيليين، ولكن في القرون اللاحقة، فسّرها بعض المسيحيين واليهود على أنها مختصّة بالبشرة السوداء، وجعلوها حجّة للعبودية. كذلك احتجّ أصحاب حركة قديسي اليوم الآخر بلعنة حام لمنع ترسيم الرجال السود للكهانة.
ولكن معظم المسيحيين والمسلمين واليهود والمورمونيين اليوم يخالفون هذه التفاسير، لأن النص الكتابي لم يذكر لعنة حام نفسه، ولا العرق ولا لون البشرة.

## الرواية الكتابية
ورد أصل مفهوم لعنة حام في سفر التكوين 9:
   20 وابتدأ نوح يكون فلاحًا وغرس كرمًا:
   21 وشرب من الخمر فسكر وتعرى داخل خبائه.
   22 فأبصر حام أبو كنعان عورة أبيه، وأخبر أخويه خارجا.
   23 فأخذ سام ويافث الرداء ووضعاه على أكتافهما ومشيا إلى الوراء، وسترا عورة أبيهما ووجهاهما إلى الوراء. فلم يبصرا عورة أبيهما.
   24 فلما استيقظ نوح من خمره، علم ما فعل به ابنه الصغير.
   25 فقال: «ملعون كنعان! عبد العبيد يكون لإخوته».
   26 وقال: «مبارك الرب إله سام. وليكن كنعان عبدا لهم.
     27 ليفتح الله ليافث فيسكن في مساكن سام، وليكن كنعان عبدا لهم».
   – سفر التكوين 9:20–27
ربما كان هدف القصة تبرير الحالة الخاضعة للكنعانيين أحفاد حام، مقارنة بالإسرائيليين، أحفاد سام. ولكن سرد اللعنة مليء بالمشكلات: فلا تعرَف طبيعة خطيئة حام على وجه دقيق. وقد كانت الآية 22 محل جدال، بين من يعتقد أنه يجب أن تفسّر تفسيرًا حرفيًّا، ومن يعتقد أنها «كناية عن فعل شديد الفجور». في الآية 25، يسمّى نوح سام ويافث «إخوةً» لحام. يجعل لوح الأمم (في سفر التكوين) كنعان ومصرايم (مصر) من أبناء حام (10:6). وفي المزامير، تُساوى مصر بحام. وتثير معاملة يافث في الآيتين 26–27 أسئلةً: لماذا سُمّي فيهما يهوه إله سام، لا إله يافث؟ وما معنى أن يفتح الله ليافث؟ ولماذا «يسكن في مساكن سام»؟ ومن المشكلات الأخرى تسمية حام «الابن الأصغر»، مع أن كل القوائم الأخرى تجعله الابن الثاني. يقول العالم الكتابي ناحوم سارنا إن أكبر تحدٍّ في القصة هو: لماذا لُعن كنعان ولم يلعن حام، وأن التفاصيل المخفية للحادث المخزي موصوفة بالتحفظ نفسه الذي وصفت به خطيئة فاحشة روبين.
تدلّ الآيات الخمس القصيرة في القصة على أن أبوّة حام لكنعان كان لها معنًى كبير عند الراوي أو المحرر، حسب رأي سارنا، الذي يضيف: «إن لعنة كنعان التي سببها فجور أبيه، هي أول علامة على فساد الكنعانيين، الذي استعمل تبريرًا لإخراجهم من أرضهم وإعطائها لبني إبراهيم».

## خطيئة حام

### رؤية العورة
شعر معظم المفسّرين، القدماء والمحدثين، أن رؤية حام لعورة أبيه ليست في نفسها جريمة مستحقّة للعقوبة التي تلتها. ولكن سفر التكوين 9:23، عندما يغطي سام ويافث نوحًا بعباءة وهما يغطيان أعينهما، يوحي بأن الكلمات في القصة ينبغي أن تفسّر على نحو حرفي، وقد تنبّه العلماء مؤخرًا إلى أنه في الألفية الأولى البابلية، كان النظر إلى عورة أحدٍ آخر قضية كبيرة.
أشار مفسّرون قدماء آخرون إلى أن ذنب حام أكبر مما ذكره الكتاب المقدس. ورد في ترجوم أنكيلوس المكتوب في القرن الثاني، أن حام كان يغتاب أباه لسُكره «في الطريق» (وهي رواية لها أساس في اللغة العبرية الأصلية)، لذا كان تعرّض نوح للاستهزاء العام هو الذي أغضبه، أما مغارة الكنوز (القرن الرابع)، فورد فيها أن «حام ضحك من عيب أبيه ولم يغطّه، بل ضحك منه واستهزأ به».
تناقش المفسرون القدامى أيضًا في قضية إن كانت «رؤية» عورة أحد تعني معاشرته الحميمة (كما في سفر اللاويين 20:17). أبرز الفكرة نفسها أحبار القرن الثالث، في التلمود البابلي (500 للميلاد)، الذي قالوا إن حام خصى أباه، أو فعل به فعل السدوميين. وُجدت التفسيرات هذه نفسها في التراجم الإغريقية للكتاب المقدس، التي تضع مكان كلمة «رأى» في الآية 22 كلمةً أخرى تدل على العلاقات المثلية. لنظرية الخصاء مقابل حديث في المتوازيات المقترحة التي وجدت في قصة خصاء كرونس لأورانوس في الأساطير الإغريقية، وفي الأسطورة الحيثية التي فيها أن الإله الأعلى آنو «عضّ ابنه العاق السكّير كوماربي خصيتيه، ثم ابتهج وضحك... حتى لعنه آنو».

### كتاب اليوبيلات
في كتاب اليوبيلات، زادَ من جدّيّة لعنة حام أهميّة ميثاق الله بأن «لا يكون طوفان ليخرب الأرض». استجابة لميثاق الله هذا، بنى نوح مذبحًا قربانيًّا «للتكفير عن الأرض» [اليوبيلات 6:1–3]، ويقارن تعبّد نوح ووظائفه الطقوسية باحتفال عيد الأسابيع، إذ تكون عباداته مثلًا للاحتفال بتسلّم التوراة. وتحاكي وظائفه الكهنوتية كونَه «الكاهن الأعلى» وفقًا للشريعة اليهودية كما وردت في الأعمال القمرانية. وبجعلِ شرب الخمر طقسًا دينيًّا، خفّف سفر اليوبيلات من الشكوك التي يمكن أن تثار بشأن سُكر نوح. لذا، كانت خطيئة حام قلّة احترام لأبيه، وكذلك للطقوس الدينية.

### اليهودية في القرون الوسطى
يقدم تفسير راشي (الحبر شلومو ييتزتشاكي 1040–1105)، الذي يشير إلى مصادر قديمة في التوراة الشفهية، والذي يعتمد عليه التعليم اليهودي التقليدي بوصفه أهم تفسير إلى عصرنا هذا، مقدّمة تفسيرية. (سفر التكوين 9:22–27):
- التكوين 9:22: فأبصر حام أبو كنعان: «إن من أحبارنا من يقول إن كنعان هو الذي رأى ثم أخبر أباه، ولذلك أشير إلى كنعان هنا ولُعن هو». (تنهوما 15: تكوين رابه 36:7). ورأ [حام] عورة أبيه: «إن من أحبارنا من يقول إنه خصاه، ومنهم من يقول إنه أقام معه علاقات مثلية». سنهدرين 70a. [يتفق هذا الرأي مع أنه خصى أباه أيضًا.][18][19]
- التكوين 9:23: فأخذ سام ويافث الرداء ووضعاه على أكتافهما ومشيا إلى الوراء: «أما حام الذي أخزى أباه فإنه قيل في ذريته ‹هكذا يسوق ملك أشور سبي مصر وجلاء كوش، الفتيان والشيوخ، عراة وحفاة ومكشوفي الأستاه خزيا لمصر.›» (أشعيا 20:4). (تنهوما 15، تكوين رابه 36:6).[18][19]
- التكوين 9:24: ابنه الأصغر (הקטן): «‹المعيب› הפסול (تكوين رابه 36:6) ‹المخزي›והבזוי. [أي إن الأصغر هنا لا تعني الأصغر في العمر، لأن حام كان أكبر من سام] كما ورد في ‹لأني ها قد جعلتك صغيرا(קטן) بين الشعوب.›» (إرميا 49:15، وعوبديا 1:2).[18][19]
- سفر التكوين 9:25: لُعن (ארור) كنعان: قال نوح لحام: «بسببك لن يكون لي ابن رابع، ابن آخر ليخدمني. فليُلعَن ابنك الرابع [كنعان هو ابن حام الرابع، انظر التكوين 10:6] بخدمة ذرّيّة العظماء [أي ذرّية سام ويافث]... ما الذي رآه حام ليخصي أباه؟ قال حام لإخوته إن آدم الإنسان الأول كان له ثلاثة أبناء (قين وهابيل وشيث) ومع هذا فقد قتل واحدهم الآخر تنازعًا في ميراث الأرض [قتل قين (قابيل) هابيل في نزاع لتقسيم العالم بينهم حسب ما جاء في تكوين رابه 22:7]، أما أبونا فله ثلاثة أبناء ومع هذا يريد ابنًا رابعًا».[18][19]
- التكوين 9:26: مبارك الرب إله سام: «الذي لا بد أن يفي بوعده لذرّية سام بإعطائهم أرض كنعان»، وسيكون كنعان: «وليكن كنعان عبدًا لهم يدفع الجزية».[18][19]
- التكوين 9:27: وليكن كنعان عبدًا لهم: «حتى بعد أن يصبح أبناء سام عبيدًا مطرودين سيُباع لهم عبيد من أبناء كنعان» [يشرح راشي هنا سبب تكرار اللعنة]. [18][19]